# Armet

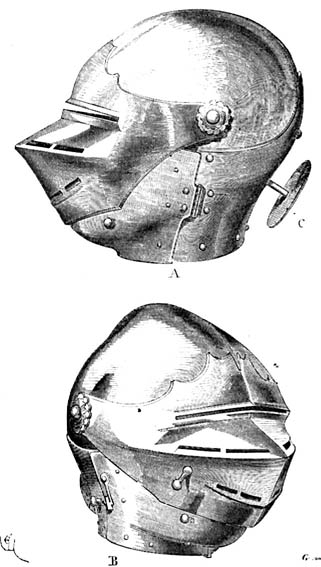
Armet florentino.

Armet é um tipo de capacete desenvolvido no século XV, principalmente na Itália. É distinto por ser o primeiro capacete de sua era completamente fechado e ao mesmo tempo compacto e leve o suficiente para possibilitar movimentos de quem o usa. O armet clássico consiste de quatro peças: a cabeça, as duas dobradiças laterais que trancam a frente e a viseira. Algumas vezes um reforço na metade inferior da cabeça era adicionado.
Alcançou sua popularidade entre os séculos XV e XVI, quando cavaleiros da Europa medieval usavam armaduras nas batalhas. Peças móveis no rosto e nas bochechas permitiram aos usuários fechar o capacete, ficando, assim, totalmente protegido de ataques contra a cabeça.
O armet é encontrado em várias peças de arte, como a "Batalha de San Romano" de Paolo Uccello, e é quase sempre apresentado como parte da armadura milanesa.